# Johann Christian von Lossa
Johann Christian Lossa, ab 1731 Edler von Lossa, (* 1692 in Zittau; † 7. Mai 1754 in Freiberg) war ein sächsischer Kaufmann und Unternehmer. Er wurde königlich polnischer und kursächsischer Kammer-, Berg- und Kommissionsrat.

## Leben

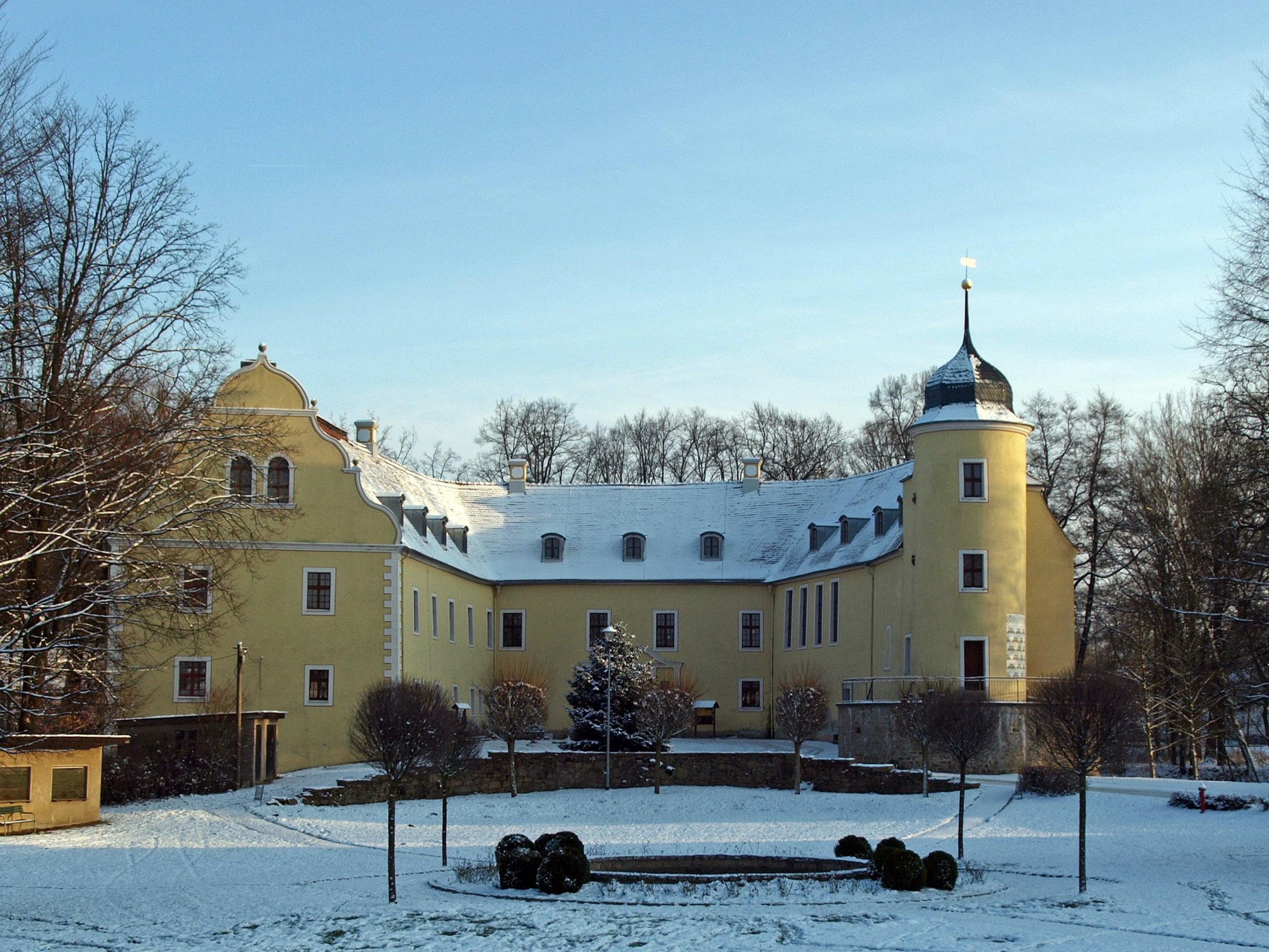
Schloss in Ebersbach

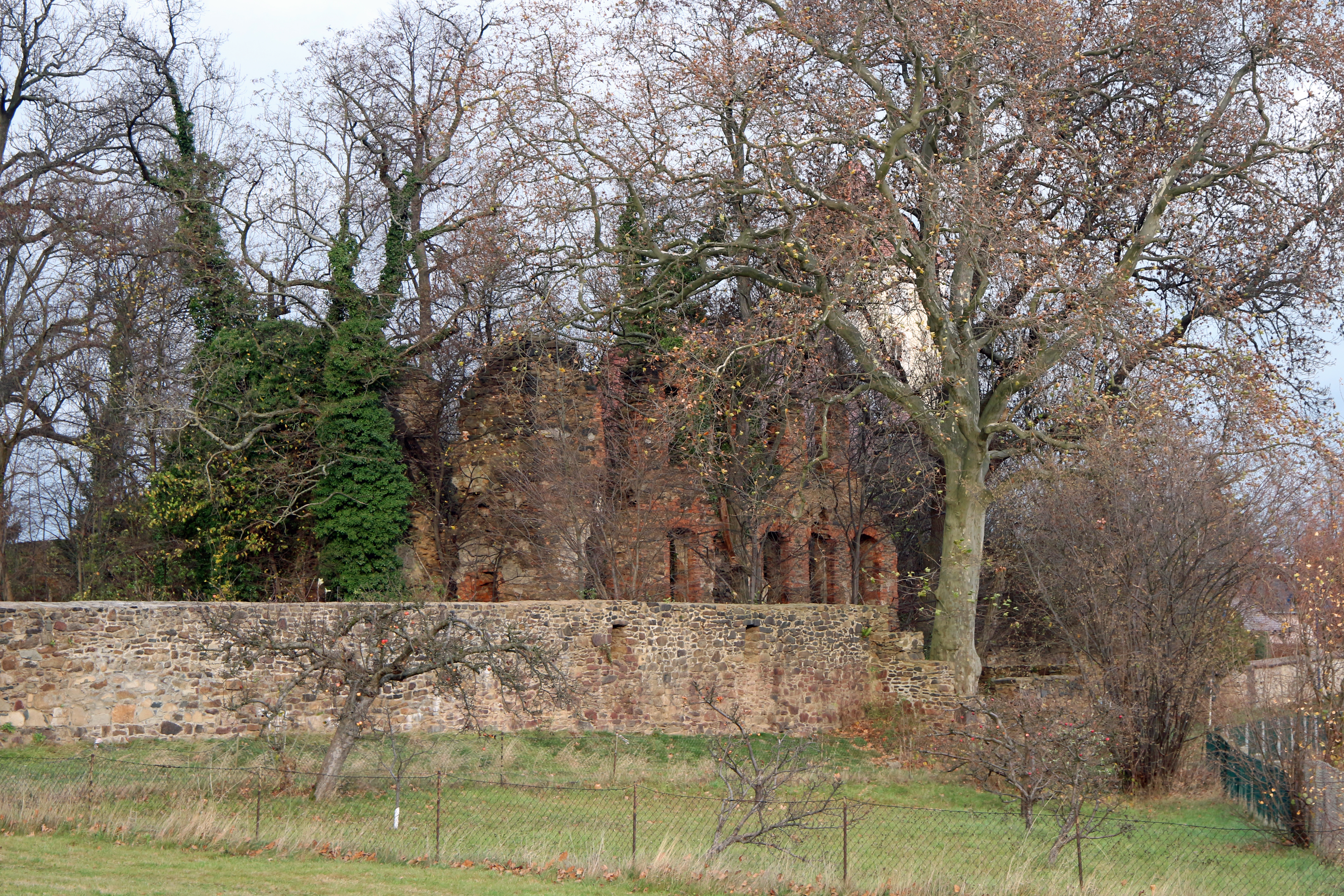
Schlossruine in Nostitz (im Hintergrund rechts: Kirchturm)

### Familie
Johann Christian Edler von Lossa wurde als ältester Sohn von Samuel Lossa geboren. Sein Vater kam ursprünglich aus Mittweida und war seit 1705 als Kauf- und Handelsmann Mitglied der Kaufmannssozietät in Zittau. Seine Mutter Anna Martha war eine geborene Kessler genannt Sprengeisen.

### Beruflicher Werdegang
Johann Christian erlernte den Beruf eines Kaufmanns. 1713 wurde er, wie schon sein Vater, Mitglied der Kaufmannssozietät in Zittau. Lossa beschäftigte sich aber auch mit dem Bergbauwesen, wodurch er sehr wohlhabend und ihm das Amt eines Bergrates übertragen wurde. Er hielt sich mehrmals im Jahr in Freiberg auf, wo er wegen seiner umfangreichen Bautätigkeit zu großem Ansehen gelangte. Für seine Verdienste erhielt Lossa den Titel eines und Kammerrates, später wurde er auch zum Kommissionsrat ernannt.
1726 wurde Johann Christian in den böhmischen Ritterstand und am 21. August 1731 in den Reichsritterstand mit dem Prädikat Edler von Lossa erhoben. Die Notifikation der Nobilitierung erfolgte in Kursachsen am 2. März 1733. Nach dem Tod seiner Mutter erbte er 1734 Ebersbach und Siebenhufen (heute beides Ortsteile von Schöpstal). Im Schlossturm von Ebersbach unterhielt er ein chemisches bzw. alchimistisches Labor. 1752 konnte er für 16.000 Reichstaler Großkrausche käuflich erwerben. Er war außerdem im Besitz und Teilbesitz von Deutsch Ossig und Nostitz. Kurz vor seinem Tod erwarb er das Gut Friedrichsthal in Berggießhübel samt dem dazugehörigen Gasthof „Sächsisches Haus“ und dem Johann-Georgen-Bad, das seine Witwe Anna Elisabeth um 1769 an den französischen Obristen Johann Graf von Kaysersmark und Hohensachs verkaufte.
Johann Christian von Lossa starb am 7. Mai 1754, im Alter von 61 Jahren und 6 Monaten, in Freiberg. Mit seinem Tod erlosch auch der Mannesstamm der Familie. Er wurde in der Freiberger Petrikirche bestattet. Aus seinem umfangreichen Vermögen bestimmte er testamentarisch die Gründung zahlreicher Stiftungen. So unter anderem 1.500 Reichstaler der Kirche und 500 Reichstaler der Armenkasse zu Nostitz, die gleichen Summen der Kirche und der Armenkasse zu Ebersbach, die Gründung einer Kasse für arme, verunglückte und unvermögende Bergleute aus Freiberg, Annaberg und Johanngeorgenstadt, sowie 25.000 Reichstaler zur Errichtung eines Zucht- und Armenhauses in der Oberlausitz.

### Ehen und Nachkommen
Johann Christian heiratete 1716 Christiana Sophie, die Tochter des Stadtrichters Junge und Witwe des Görlitzer Stadtrichters Johann Martin Moller. In zweiter Ehe war er ab 1725 mit Anna Elisabeth Breßler aus Breslau verheiratet. Seine einzige Tochter Johanna Sophia Edle von Lossa, sie stammte aus erster Ehe, vermählte sich mit dem Akziserat Ulrich Conrad von Broizem. Johanna Sophia starb 1742 mit 23 Jahren an den Pocken. Sie hinterließ eine Tochter und einen Sohn.